# Archileptocera boliviensis
Archileptocera boliviensis är en tvåvingeart som beskrevs av Oswald Duda 1929. Archileptocera boliviensis ingår i släktet Archileptocera och familjen hoppflugor. Inga underarter finns listade i Catalogue of Life.